# کره شمالی در بازی‌های آسیایی ۱۹۷۴
کره شمالی در بازی‌های آسیایی ۱۹۷۴ در تهران، ایران که از ۱ تا ۱۶ سپتامبر ۱۹۷۴ برگزار شد، شرکت کرد. این کشور با ۳ مدال طلا، ۴ مدال نقره و ۴ مدال برنز (در مجموع ۱۱ مدال) در جایگاه نهم قرار گرفت.